# Glinki (Ełk)
Pour les articles homonymes, voir Glinki.
Glinki est un village polonais de la gmina de Prostki, dans le powiat d'Ełk, voïvodie de Varmie-Mazurie, au nord-est du pays.